# ジャクリーン・ケネディ・オナシス
ジャクリーン・リー・ブーヴィエ・ケネディ・オナシス（Jacqueline Lee Bouvier Kennedy Onassis、1929年7月28日 - 1994年5月19日）は、第35代アメリカ合衆国大統領ジョン・F・ケネディの夫人。1961年から1963年までアメリカのファーストレディであった。身長5フィート8インチ（約173cm）。

## 概要
1961年1月20日にアメリカ大統領に就任したジョン・F・ケネディは43歳であり、ジャクリーンも31歳でファーストレディとなった。しかし、わずか2年10カ月で夫が暗殺されて彼女はホワイトハウスを去った。そして5年後の1968年秋にギリシャの大富豪アリストテレス・オナシスと再婚し世界を驚かせた。オナシスとの死別後、ジャクリーンはニューヨークに移って編集者としての人生を歩んだ。
彼女は単なる大統領夫人という枠を超えて、1960年代から1980年代にかけてファッションアイコンとして世界の女性の憧れとなった。特にケネディ大統領が撃たれた時に彼女が着ていたピンクのシャネルのスーツにピルボックス帽の組み合わせは時代を象徴するファッションとして人々の記憶に残っている。1994年に死去し、元の大統領夫人としてアーリントン国立墓地のジョン・F・ケネディの墓の横に埋葬された。

## 生涯

### 生い立ちと教育
1929年、ジャクリーン・リー・ブーヴィエはニューヨーク州ロングアイランドのサフォーク郡サウサンプトンで、父ジョン・ヴェルヌー・ブーヴィエ3世（John Vernou Bouvier III、1891年 - 1957年）と母ジャネット・リー・ブーヴィエ（Janet Lee Bouvier、1907年 - 1989年）の間に生まれた。夫妻の間にはジャクリーンとその妹であるキャロライン・リー・ブーヴィエ（1933年生まれ）の二人の子供がいた。フランス系の父ジョン・ブービエは株の仲買人で財産家、アイルランド系の母ジャネット・リーの実家も裕福だった。しかし父ジョンは「ブラックジャック」とあだ名された道楽者で女性関係も派手だったため、1940年に夫妻は離婚し、母ジャネットはその後スタンダード・オイルの相続者で実業家ヒュー・ダドリー・オーチンクロス（Hugh D. Auchincloss）と再婚し、二人の子供（ジャネット（Janet Auchincloss Rutherfurd）とジェームズ（James Lee Auchincloss））をもうけた。
アイルランド系の母ジャネットの家系には、ジャクリーンの曾祖父にあたる人物がアイルランドのコークからアメリカにやってきてニューヨーク市の公立学校の校長になった者がいた。父ジョン・ジャックにはフランス、スコットランド、イギリスの血が入っていた。

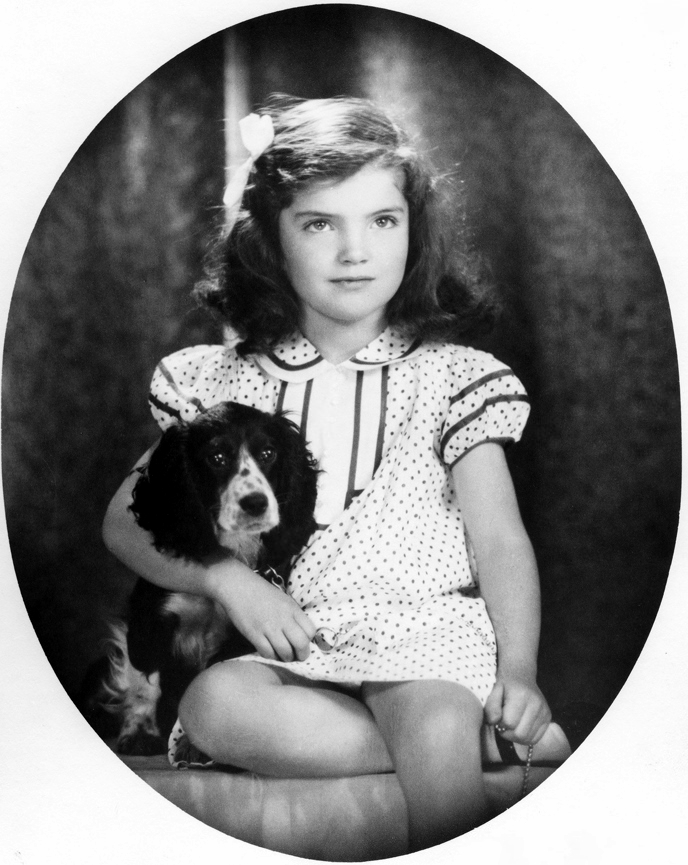
6歳のジャクリーン（1935年）

ジャクリーンは母ジャネットの影響で幼いころから乗馬を好み、これを生涯の趣味とした。また厳格な母からエチケットやマナーなど厳しく躾られ、母が社交好きであったので女性としての嗜みやファッションセンスを受け継いでいく。
学齢に達したジャクリーンは、ニューヨークのチャピン・スクール（Chapin school）を皮切りに、メリーランド州のベセスダにあるホルトン-アームズ校(Holton-Arms School、1942年 - 1944年)、コネチカット州ファーミントンのミス・ポーターズ・スクール（Miss Porter's School 、1944年 - 1947年）へと進んだ。さらにニューヨーク州ポキプシーのヴァッサー大学（Vassar College、1947年 - 1948年）に2年在籍した後でスミス大学の留学プログラムを利用してフランスに渡り、グルノーブル大学（University of Grenoble）とソルボンヌ大学（Sorbonne）に学んだ。1947年、ジャクリーンが17歳で社交界にデビューしたとき、コラムニストのイゴ・カッシーニ（Igor Cassini）は彼女がその年の「デビュタント・クイーン」（社交界デビューした女性の中のナンバーワン）であると書いた。そして実際に彼女は「デピュタント・オブ・ジ・イヤー」に選出され、さらに「ヴォーグ」誌のエッセイ・コンテストに優勝して才色兼備ぶりを発揮し始める。フランスから戻ったジャクリーンは、ジョージ・ワシントン大学の4年に編入しフランス文学を専攻して1951年に学位を取って卒業した。同年の夏、ジャクリーンは妹のリーと二人でヨーロッパ旅行を楽しんだ。
大学卒業後、ジャクリーンは継父オーチンクロスの知人アーサー・クロックから『ワシントン・タイムズ＝ヘラルド』紙の職を紹介された。編集長のフランク・ウォルドロップは、ジャクリーンをパートタイムの受付係として雇った。しかし、入社から1週間で、もっとやりがいのある仕事がしたいとウォルドロップ編集長に申し出た。ウォルドロップはジャクリーンを地域面編集者のシドニー・エプスタインの下に付けた。エプスタインは、彼女の経験がまだ浅いにも関わらず、「街頭インタビュアー」として週給25ドルで採用した。この仕事は、街に出て人を無作為に選んで、気の利いた質問をして写真を撮り、それを新聞に掲載するというものだった。また、街頭インタビューだけでなく、大統領に当選した直後のリチャード・ニクソンの当時6歳の娘のトリシアなど、話題の人物にインタビューすることもあった。その頃、ジャクリーンはジョン・ハステッド(John G. W. Husted Jr.)という若い株式仲買人と、わずか1か月の交際で婚約し、1952年1月に『ニューヨーク・タイムズ』紙の告知欄に掲載した。しかし、その3か月後、ハステッドのことを「未熟でつまらない」と感じるようになり、婚約を解消した。

### 結婚
1952年5月、記者でありケネディ兄弟の友人だったチャールズ・バートレット（Charles L. Bartlett）家のパーティーで、ジャクリーンは当時下院議員でその年の秋の上院議員選挙を目指していたジョン・F・ケネディ（ジャック）と知り合った。ジャックがジャクリーンを父親の「ジョー」（ジョセフ・P・ケネディ）に紹介すると、ジョーは彼女をすぐに気にいった。学歴と気品があり、カトリック教徒で、何より資産家の令嬢である。彼女こそがケネディ家の嫁にふさわしく、将来合衆国大統領のファーストレディとなるべく資質を備えているとジョーは見たのだ。
そして1953年5月英王室のエリザベス二世の戴冠式にジャクリーンが取材でロンドン滞在中にケネディから電報でプロポーズされ、ジャクリーンは「オムニ・パーカー・ハウス・ホテル」でこのプロポーズを受け入れた。

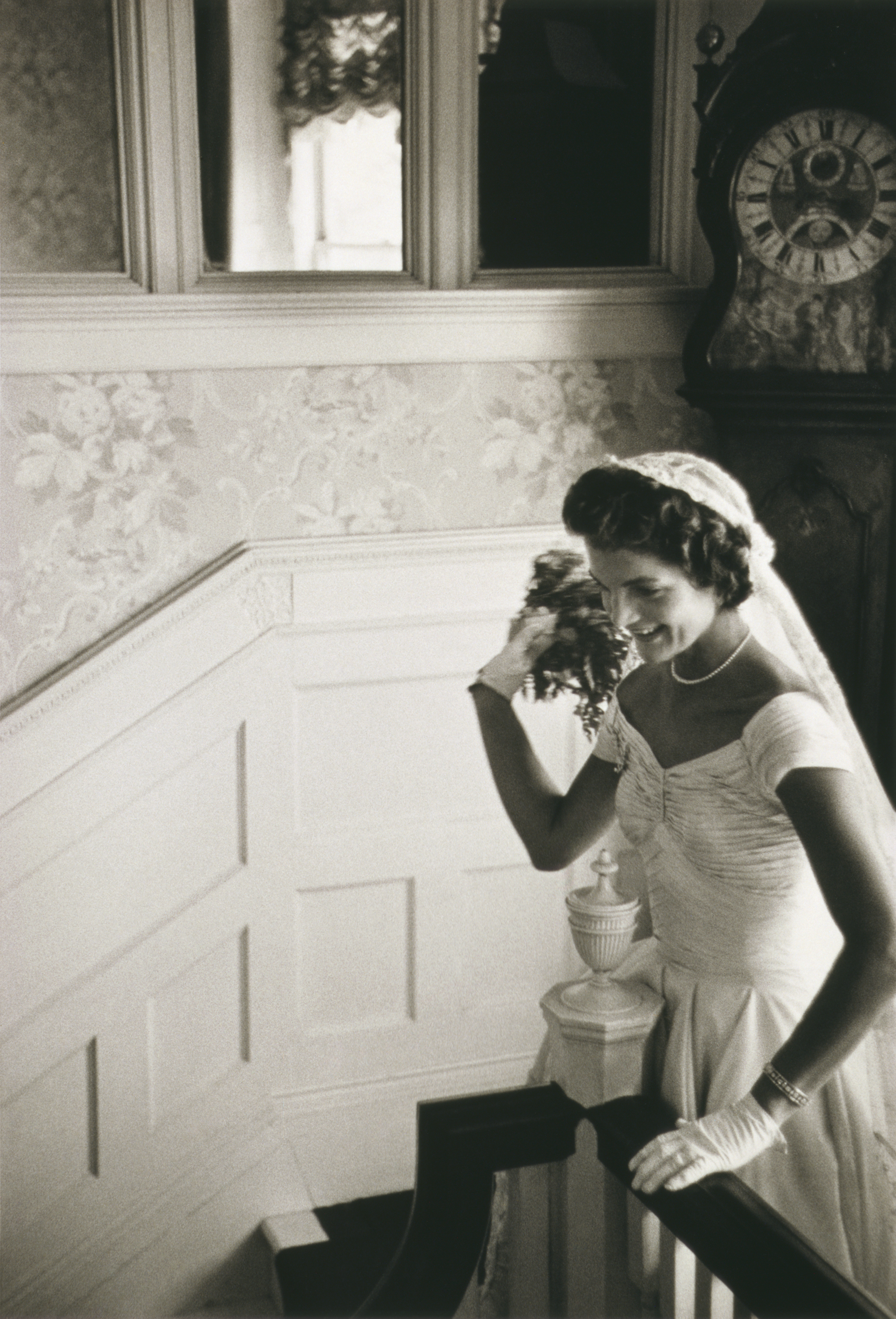
花嫁姿のジャクリーン（1953年）

1953年9月12日、36歳の上院議員ジョン・F・ケネディと24歳のジャクリーン・ブービエはロードアイランド州ニューポートの聖マリア・カトリック教会で結婚式を挙げた。ボストン大司教リチャード・クッシングの司式で700人が参列した式では、時のローマ教皇ピウス12世の祝電が読みあげられた。
オーチンクロス家の所有するハマースミス・ファームで行われたレセプションは1200人のゲストが招かれる社交界の一大イベントであった。新婚旅行から戻った二人はバージニア州マクレーンのヒッコリーヒルに新居を構えた。

### 夫の闘病
結婚して1年あまり経った1954年10月、ケネディは脊椎の手術を受けることになった。政治家としてのイメージを傷つけるものとして秘密とされていたが、ケネディはかねてより健康状態に大きな問題を抱えていた。それはアジソン病、恒常的な頭痛、胃痛、腹痛、腰痛、排尿障害、前立腺の炎症などであった。これらの中で特にケネディを苦しめたのは腰痛であった。このころの彼は松葉杖なしには歩けず、自分で靴下を履くのも苦しいほどであった。検査の結果、第五腰椎がつぶれていることがわかった。医師団は手術が必要だが、アジソン病の影響で手術には大きなリスクが伴うことを説明した。手術は断行されたが、予想通り術後の経過が悪く、危篤状態に陥って（カトリック教徒が臨終時に司祭から受ける）終油の秘跡まで受けた。その後なんとか持ち直したものの、ケネディは半年もの間ベッドから立ち上がることができなかった。そのような状態にあったケネディをジャクリーンは献身的に支え、ケネディのためにグレース・ケリーを病室に呼ぶほどであった。
ジャクリーンにとって辛い時期は続く。結婚後に最初の子は流産し、1956年に初めての女児を生んだが死産であった。また、結婚しても変わらないケネディの女癖の悪さに傷ついていたジャクリーンに、死産のニュースを聞いても地中海でのクルーズから戻らなかった夫への不信感がとどめを刺し、彼女は離婚を真剣に考えるようになった。彼女はこれを義妹のエセル・ケネディに話したため、話が義父ジョーに伝わった。ジョーは彼女を呼んで、離婚はカトリック教徒であり、政治家であるジャックにとって致命的なイメージダウンになるため結婚生活を続けてくれるよう頼み、もし子供が生まれたら一人につき100万ドルの信託財産を与えると約束してジャクリーンを翻意させたという。
ジャクリーンはその後、キャロライン(1957年11月29日）、ジョン・ジュニア（1960年11月25日）を続けて生んだ。

### ファーストレディ

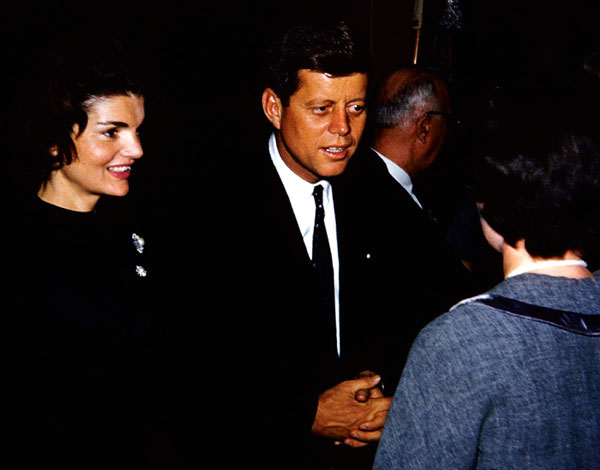
大統領選挙に立候補したジョンとジャクリーン。ウィスコンシン州予備選挙にて（1960年5月）

1960年の大統領選挙では、妊娠していたジャクリーンもほかのケネディ家のメンバーと同じように選挙運動に駆り出された。1960年11月9日、ケネディは僅差でリチャード・ニクソンに勝利し、第35代アメリカ合衆国大統領に選出された。1961年1月20日に就任式を行い、ジャクリーンはファーストレディとして二人の子供を連れてホワイトハウスに入った。31歳のファーストレディは（21歳のクリーブランド大統領夫人、24歳のタイラー大統領後妻ジュリア夫人に次いで）アメリカの歴史上3番目に若かった。

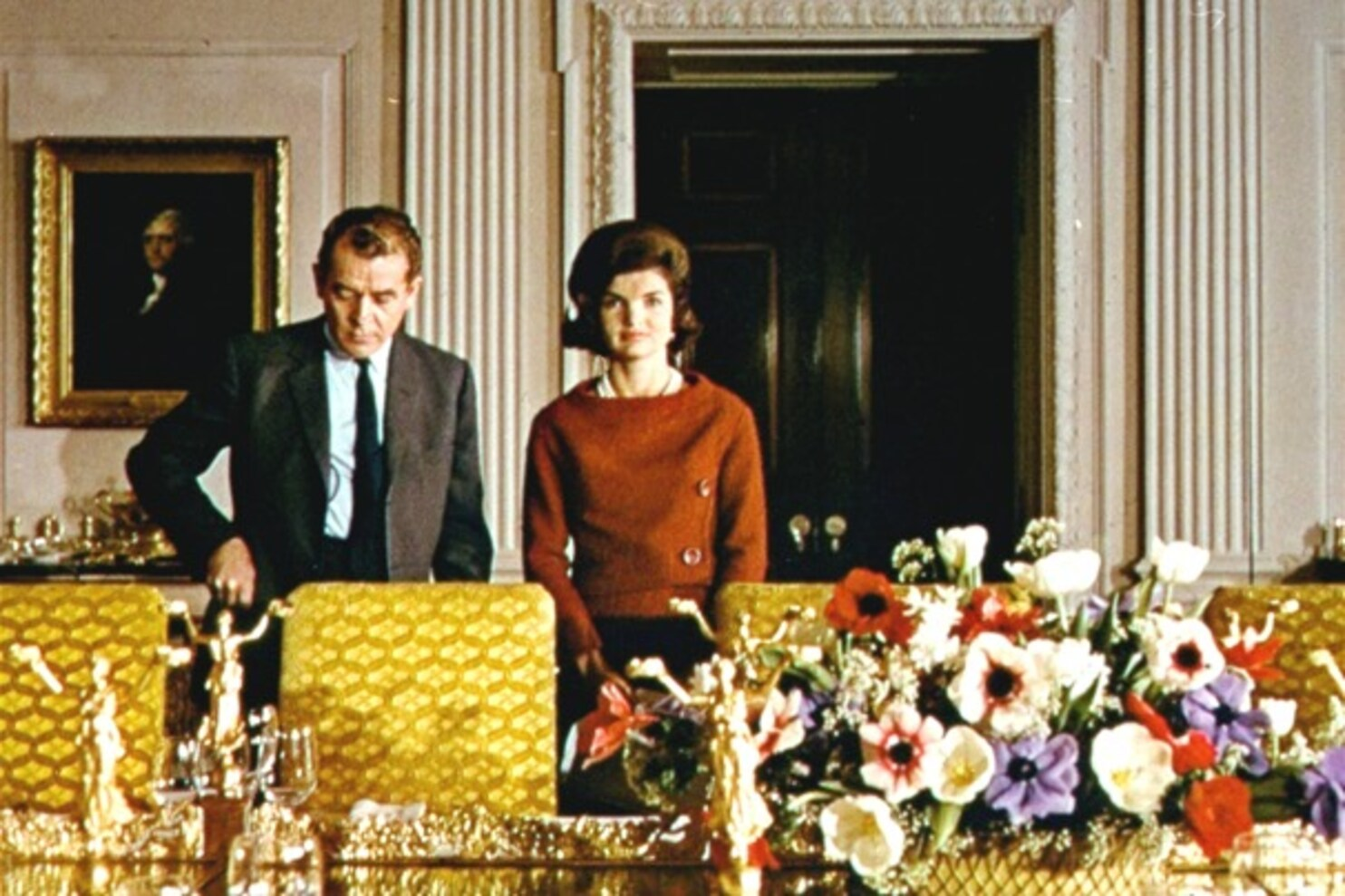
TV番組『A tour of the White house』 (1962年)

ファーストレディとなってホワイトハウスに入ったジャクリーンは、まずホワイトハウス内部のリフォームと家具や備品の管理に積極的に取り組んだ。これはそれまでにホワイトハウスの近代化を図る名目で歴史的に由緒あるものや家具がホワイトハウスから出されて、ジャクリーンがホワイトハウスに入ったころにはすでに18世紀頃の輝きを失っていた。そこで全ての部屋の暗い色調の壁やカーテンを明るく、若さと気品を感じさせるものに変え、また絵画や家具などの調度品も国内の骨董業者から仕入れ、彼女の感性でホワイトハウスをアメリカ文化を象徴する空間に改装した。ジャクリーンはホワイトハウスを「この国で一番素晴らしい家であり、人びとが誇りに思い、この国の歴史を伝える生きた博物館のようなものでなければならない。」と語って、こうしてホワイトハウスを美しく飾り立てた。ただしホワイトハウスの年間維持費を僅か1カ月で使い切ったといわれる。
しかしその後1962年2月14日にCBS.NBCで『A Tour of the White House with Mrs. John F. Kennedy』 が放送されて、テレビで初めて公開された新しいホワイトハウスは評判を呼び政府のイメージアップと費用以上の効果をもたらした。この番組は史上初めてホワイトハウスの奥深くにテレビカメラが入り、案内役をつとめたジャクリーンの気品に視聴者が魅了された。同番組は1962年度のエミー賞を受賞している。この番組ではCBSキャスターのチャールズ・コリンウッド (en) をジャクリーン夫人がホワイトハウスの各部屋に招き入れて、歴代大統領が使った調度品や家具を説明し、ホワイトハウスの歴史を語りながら進める構成であり、5千万人のアメリカ国民が見て、そのフィルムは世界各国106ヵ国に輸出され、日本でも放送された。
ただ彼女はホワイトハウスを留守にすることが多かった。普段の週末はワシントンから67キロ離れたバージニア州ミドルパークのグレン・オーラ荘で過ごすことが多く、夏はマサチューセッツ州ハイアニスポートで過ごし、秋からはフロリダ州パームビーチ、そして実家だったロードアイランド州ニューポートのハマースミスファームにも滞在した。これはケネディ家の休暇の過ごし方に決まりがあったためで、クリスマスと新年そして復活祭は必ずパームビーチで過ごし、5月29日の夫の誕生日はハイアニスポートで祝い、労働祭はニューポートで、感謝祭はハイアニスポートに戻る。それ以外に夫とは別にギリシャ、インド、パキスタン、途中にイギリスのロンドンに寄ったり、そしてイタリアなどを単独で公式訪問している。

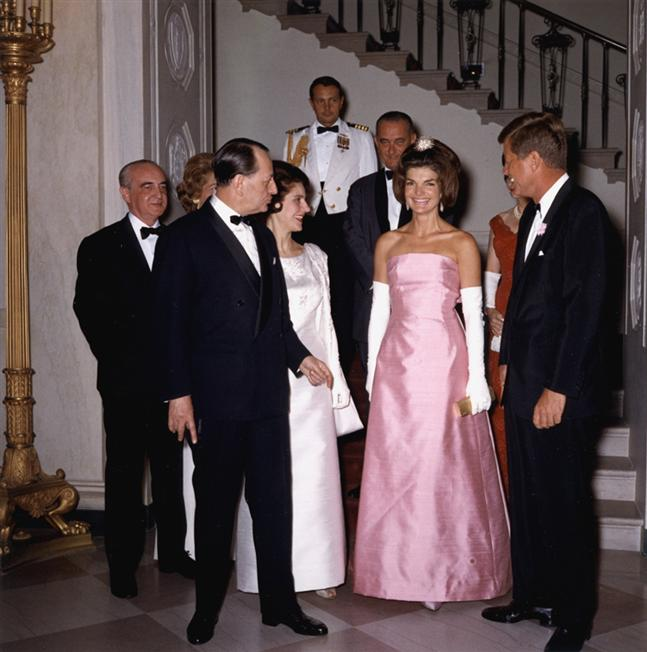
アンドレ・マルロー文化相との晩餐会（1962年5月）

ホワイトハウスに居る時間は意外に少ないが、公的行事は出席し晩餐会には積極的に主催者として企画することも多かった。チェリストのパブロ・カザルスの演奏会も開いたり、夫とのフランス訪問ではアンドレ・マルロー文化相とパリの美術館巡りをしてすっかり意気投合して翌年にはホワイトハウスの晩餐会に招き、この晩餐会の出席者にアーサー・ミラー、テネシー・ウィリアムズ、レナード・バーンスタイン、そしてチャールズ・リンドバーグなどを招待している。
しかし夫が大統領になってもその浮気癖は変わらず、ジャクリーンは夫とホワイトハウス内で激しく口論することもあった。
1962年10月のいわゆるキューバ危機の時には、夫ジョンから事態が深刻化していることを知らされ、そしてホワイトハウス警護官で大統領夫人担当のクリント・ヒル が10月17日にジャクリーン夫人に不測の事態が起こった場合の対応について率直に話をすることにした。それまでにシークレットサービスは大統領の家族および政府の要人を避難させる計画が既にあり、事態が発生した直後は取り敢えずホワイトハウスの地下の核シェルターに入ることとなっていた。このことをジャクリーンに伝えようとした時に、逆にジャクリーンは『核シェルターに入らなければならない時、私がどうするか、知らせておくわ』として『もし事態が変化したら、私はキャロラインとジョンJr.の手をつなぎ、ホワイトハウスの南庭に行きます。そして勇敢な兵士のようにそこに立ち、全てのアメリカ人と同じく運命に立ち向かいます。』と語った。クリント・ヒルは『そうならないように神に祈りましょう。』と答えるだけであった。ジャクリーンのこの言葉を聞いた時、クリント・ヒルは心の中で、決して許して貰えないと思うがそれでも彼女を抱き上げてシェルターに入らなけらばならない、彼女を守る責任がある以上、他の事はどうでもいい、と思ったという。彼女と子ども達はずっとホワイトハウスにいたが、10月27日（土）の週末には平常通りグレン・オーラ荘に滞在し、週明けにはホワイトハウスに戻る予定で、そして10月30日（火）にはキューバへの空襲が開始される予定であった。夫はその日はホワイトハウスに詰めて緊迫した雰囲気で一夜を過ごした。翌日10月28日に夫はグレン・オーラ荘にやって来た。フルシチョフとの合意が成立して危機が回避されたのである。
1963年8月9日、ジャクリーンは生まれたばかりの息子パトリックが新生児呼吸窮迫症候群で亡くなり、悲嘆にくれた。ジャクリーンの妹リー・ラジヴィルは、姉をギリシャ人大富豪アリストテレス・オナシス所有の船によるクルーズに誘った（オナシスはケネディが上院議員時代からの知人であり、ジャクリーンとも何度も会っていた）。ジャクリーンは子供たちを残して出かけることに乗り気ではなかったが、リーの強い勧めもあってこのクルーズに参加した。しかし、この休暇中に既婚者であったリーとオナシスが急接近し、ジャクリーンを心配させた。

### 大統領暗殺

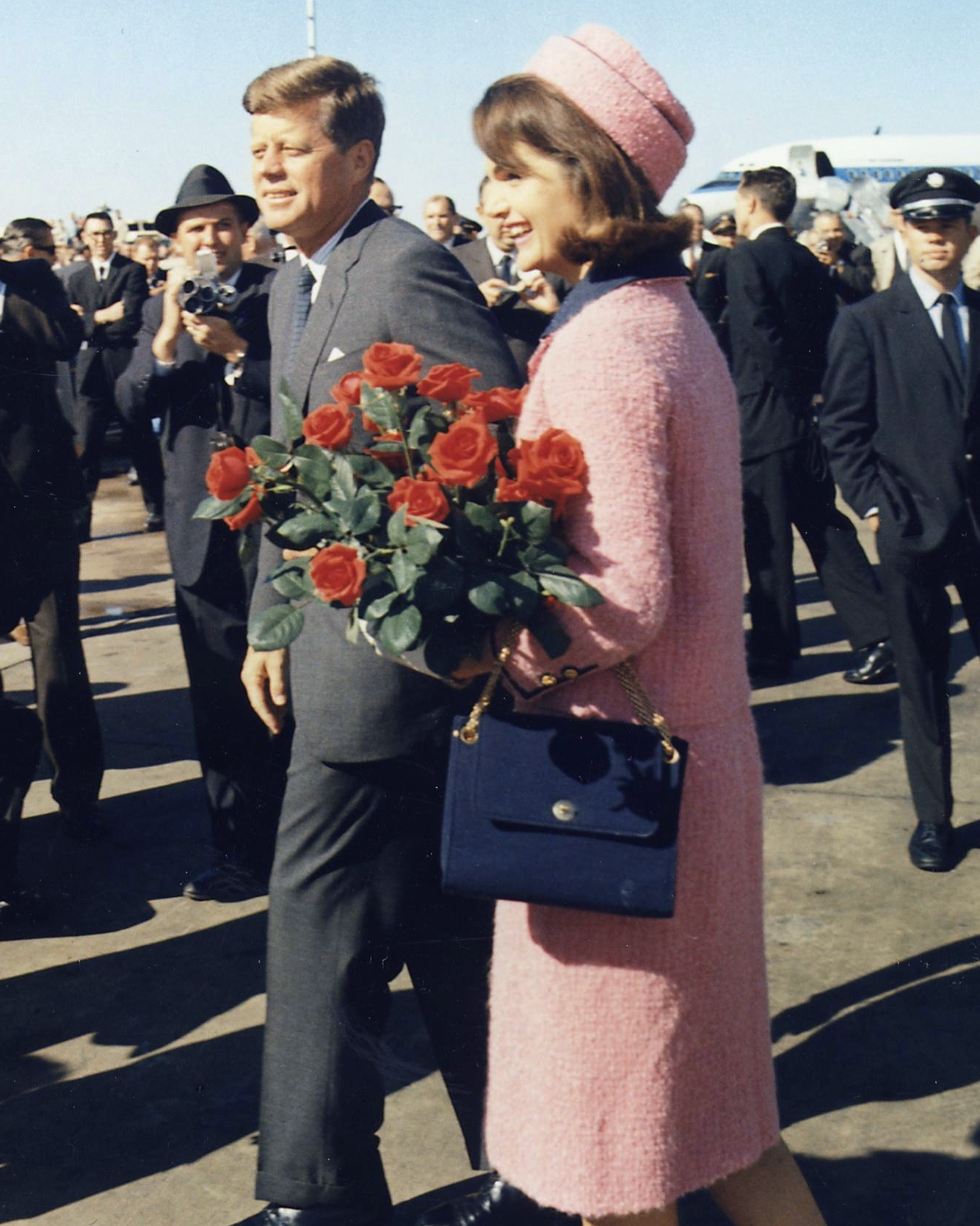
ダラスに到着した大統領夫妻（1963年11月22日）、ジャクリーンはピンクのシャネルのスーツにピルボックス帽をかぶっている

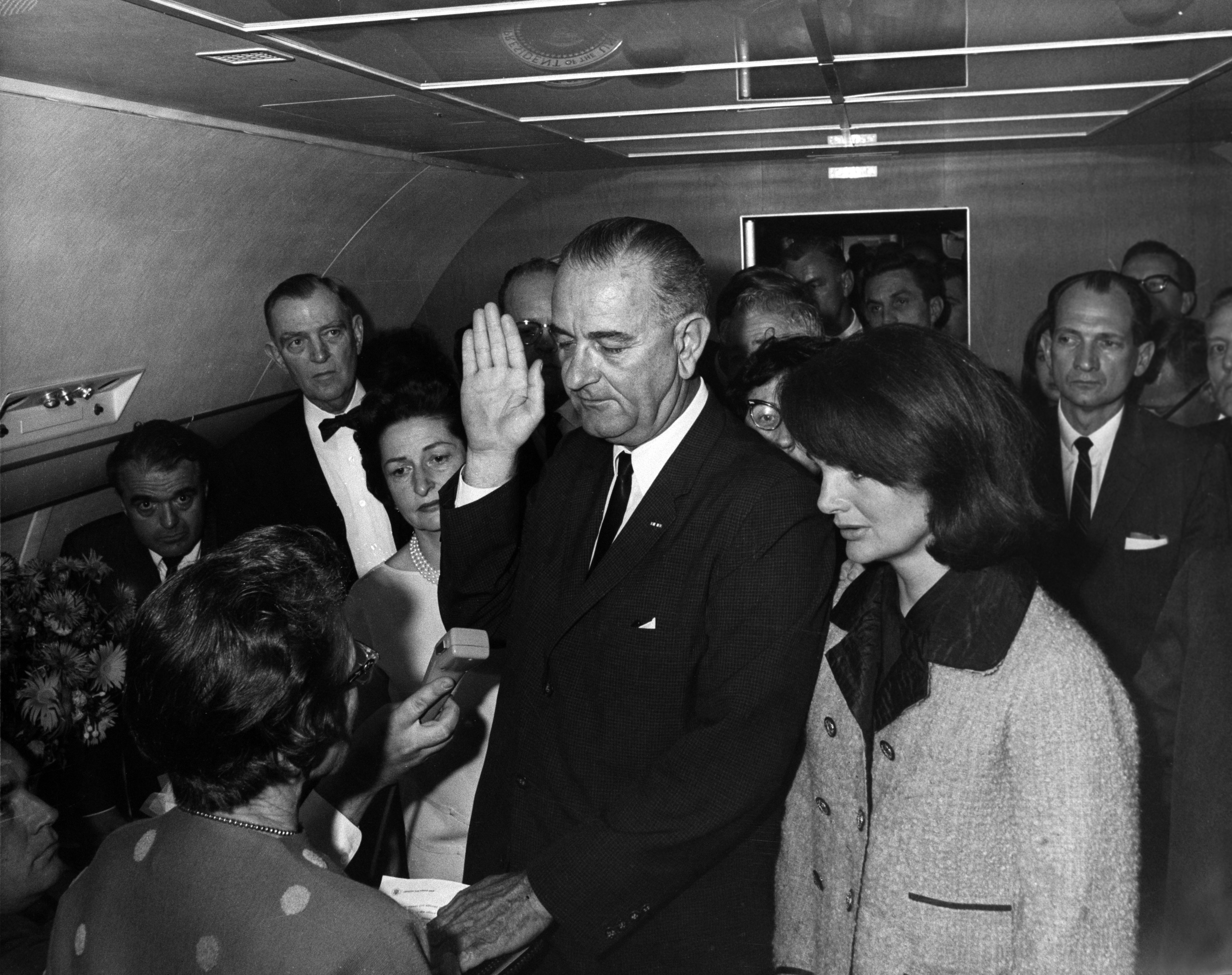
機内で行われたジョンソン副大統領の宣誓に立ち会うジャクリーン（その服にはまだ夫の血がついていた）（1963年11月22日）

1962年のキューバ危機、1963年夏のパトリックの死とそれに続くジャクリーンの不在によって、ケネディは改めて自分にとっての妻の存在の大きさを痛感した。翌年に2回目の大統領選挙を控えていたケネディは初めてジャクリーンの心に寄り添うようになったのである。夫との絆を取り戻したかに見えたジャクリーンは11月に入って、夫と共にテキサス州を遊説することになった。南部での劣勢を伝えられた大統領は、60年大統領選挙で民主党が勝ったテキサス州を確保しておきたいところから次の大統領選挙の1年前にテキサス州へ向かった。
11月22日朝にフォートワースから次の目的地ダラスに向かい、昼前の11時40分にラブフィールド空港に到着した。当初は保守的なダラスの空気を心配する声もあったが、実際にダラスに入ってみるとケネディ夫妻を迎えたのはダラスの人々の熱狂的な歓迎ぶりであった。安心したケネディ夫妻は防弾ハッチの使用を拒否し、テキサス州知事ジョン・コナリー夫妻と共に大統領専用車リンカーンに乗ってダラス市内をパレードしていった。
12時30分、エルム通りを走る車の中でジャクリーンの隣に座っていたケネディ大統領が2発の銃弾を受けた。ジャクリーンは突然倒れた夫の異常に気づき、車の後部トランクの上にあがった。
後方にいたジャクリーンのシークレットサービス、クリント・ヒルが車に駆け上がってジャクリーンを座らせた。車はそのままパークランド記念病院に向かったが、病院に到着後に夫の体を抱きしめているジャクリーンは大統領の身体を引き離さず、クリント・ヒルが自分のスーツの上着を大統領の頭と上半身にかけて、やっと引き離して病院の救急病棟に運び入れた。病院で夫の死を覚悟したジャクリーンは司祭を呼ぶよう依頼し、ずっと夫の傍にいたいと告げて処置室に入った。やがて終油の秘蹟を受けて大統領の死亡が告げられた。
午後2時15分、暗殺された大統領の遺体は棺に入れられてエアフォースワンに積み込まれ、混乱の続く機内では副大統領リンドン・ジョンソンが第36代大統領としての就任宣誓を行い、血染めの服をきたままのジャクリーンが横に同席してこれを見守った。就任宣誓を終えてすぐにエアフォースワンはワシントンに向けて飛び立った。

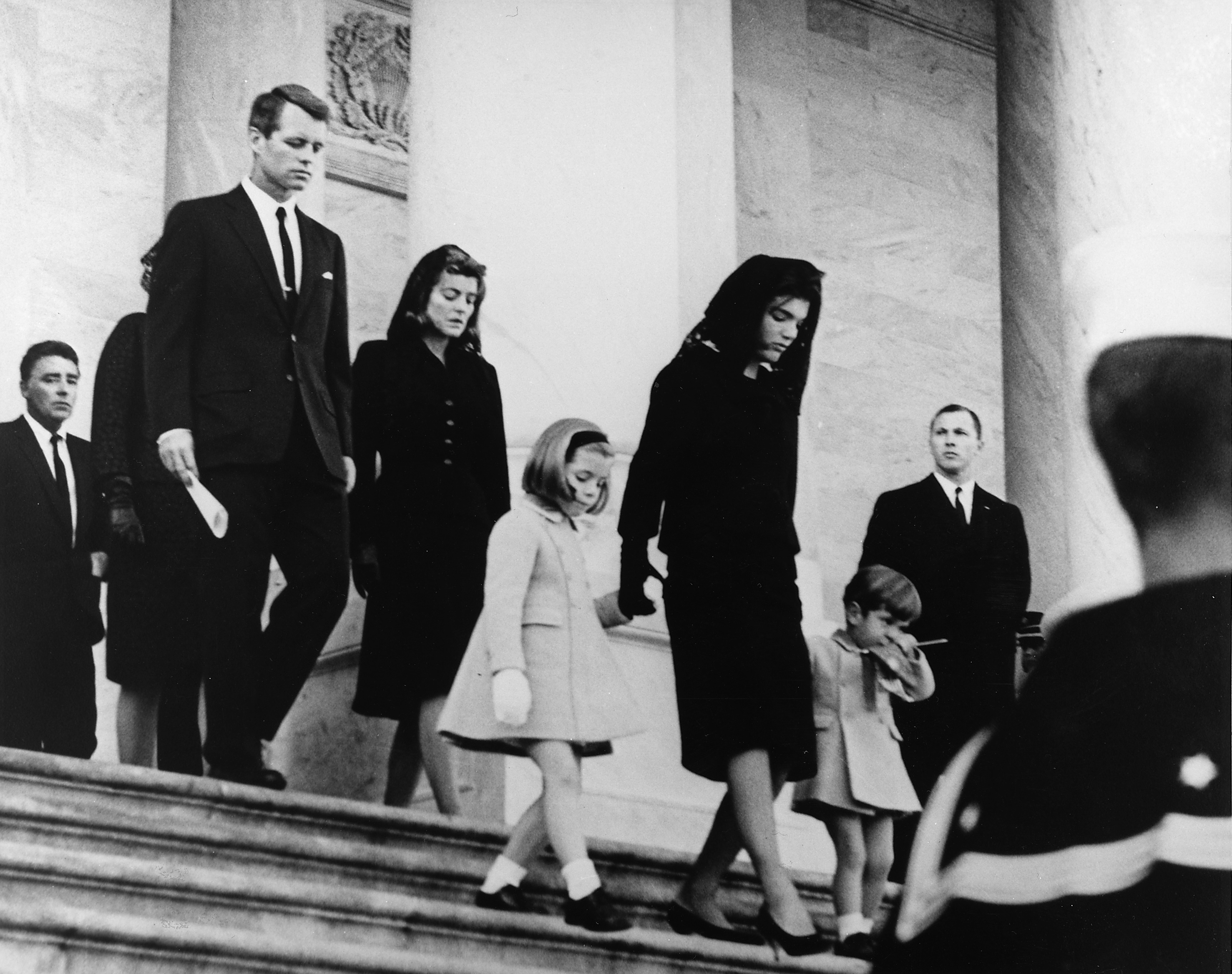
ケネディ大統領の国葬に参列するジャクリーンと遺児たち（1963年11月25日）

1963年11月25日、世界が衝撃と深い悲しみの中で国葬が行われた。ホワイトハウスからセントマシューズ教会大聖堂（Cathedral of St. Matthews the Apostle）まで星条旗に覆われた棺を乗せた砲車が行進し、その後をジャクリーンとロバートとエドワードのケネディ兄弟が寄り添って歩いて教会に向かった。ミサが行われた後に大聖堂の階段下で、ジャクリーンはこの日が3歳の誕生日であった幼い息子のジョン・ジュニアに何かささやき、その直後ジョン・ジュニアは前に進み出て、砲車に載せられて墓地に牽かれていく父の棺に小さな敬礼をして父に最後の別れをした。この場面は世界中の人々の涙を誘い、長く記憶されることとなった。
夫の死後まもなく（11月29日）、ジャクリーンはライフ誌のセオドア・ホワイトのインタビューを受けた。その中でジャクリーンは自分が夫と共にホワイトハウスで過ごした日々を「キャメロット」と呼んだ。キャメロットは伝説的なアーサー王の都、その王宮の呼称であり、以後ケネディ政権とそこを取り巻いた人々は「キャメロット」と称されるようになる。1963年12月6日、ジャクリーンは二人の子供と共にホワイトハウスを後にした。

### オナシスとの再婚
夫ジョンの死後、ジャクリーンのもっとも大きな不安は子供たちの安全の確保であった。大統領暗殺後1年間はシークレットサービスの警護がつき、ファーストレディになった時からずっと周囲の警護をしてくれたクリント・ヒルも暗殺事件後も引き続き警護にあたってくれたが、1964年末にそれも終了して、不安は増すばかりであった。
その不安は義弟にあたる「ボビー」ことロバート・ケネディの暗殺（1968年6月5日）によって頂点に達した。かねてよりアリストテレス・オナシスと交際していたジャクリーンは再婚と出国を決意、翻意を促す多くの人々の制止を振り切ってオナシスのもとに向かった。1968年10月20日、イオニア海に浮かぶスコルピオス島でジャクリーンとオナシスは結婚式をあげた。オナシスとの結婚によって子供たちの安全と自分の自由が同時に手に入ると考えていたが、しかし、今度はパパラッチたちに追いかけ回されるようになる。
反対を押し切ってケネディ家を出たジャクリーンではあったが、ケネディ家とのつながりは公式にも非公式にも維持されていた。1969年11月に義父ジョーが危篤との知らせを聞いたジャクリーンはすぐにケネディ家に駆けつけ、その最期を看取り、葬儀に参加した。
パパラッチがギリシャの島でジャクリーンの裸の写真（海水浴で水着を脱ぎ陰毛部分が見えた写真）を盗撮し、ハスラー誌の出版者ラリー・フリントはその写真を買い取り、『10億ドルの茂み』のタイトルでポルノ雑誌ハスラーの1975年8月号でそれを公表したこともあった。
再婚当初からジャクリーンとオナシスの関係は愛情に結ばれているとは言い難いもので再婚する時に子供を作らない契約書を結んでいた。オナシスから大金を貰い肉体関係となり性行為する夫婦だったので高級売春婦と呼ばれていた。1973年にオナシスの息子が飛行機事故で亡くなると、二人の夫婦関係はより気難しくなり、二人の関係は誰が見ても冷えきったものになっていた。パリ16区フォッシュ大通り界隈のアパルトマンをジャクリーン共々邸宅にもしていたが 、1975年3月にオナシスがパリで死去した際、ジャクリーンはそこに立ちあうことなく、遠く離れたニューヨークで暮らしていた。

### 晩年

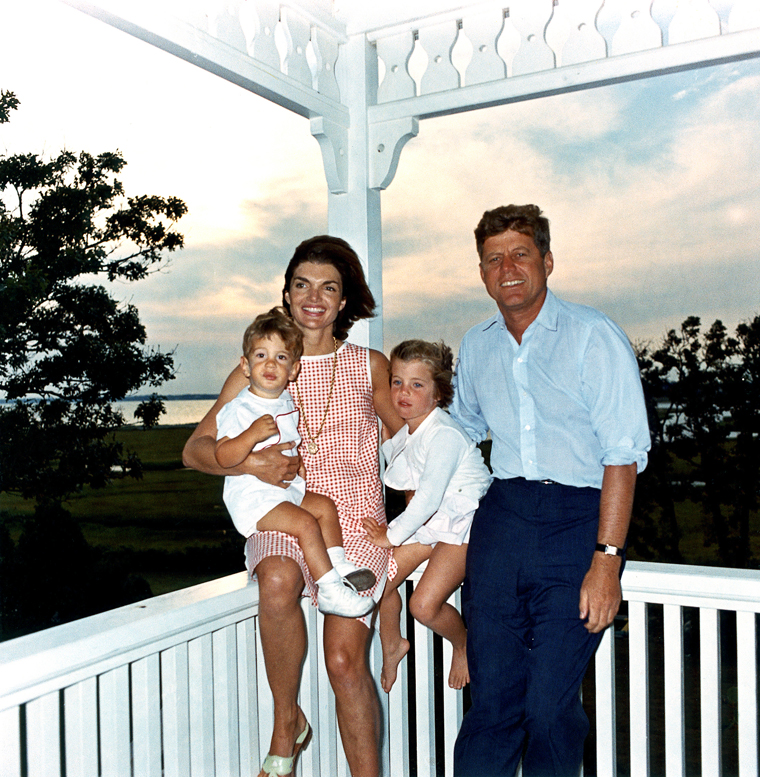
夫、子供と共に（1962年）

オナシスの死後、ジャクリーンはニューヨークで編集者の仕事につく。初めはヴァイキング社（Viking Press）に勤めたが、同社から出版されたジェフリー・アーチャーの小説『大統領に知らせますか?』が架空の世界におけるエドワード・ケネディ大統領暗殺を扱っており、これにジャクリーンがかかわっていたという報道がされたため、そこを離れてダブルデイ社（Doubleday）へ移った。晩年のジャクリーンにとって友人であり、恋人であったのはベルギー出身のダイヤモンド商モーリス・テンペルズマン（Maurice Tempelsman）であった。テンペルズマンは妻と長く別居していたが、離婚できなかったので、ジャクリーンと再婚することはなかった。
1994年1月、ジャクリーンは自分が非ホジキンリンパ腫に罹患したことを知った。短い闘病生活の間に病は急速に進行し、5月19日ジャクリーン・オナシスは64歳で世を去った。その死をみとった息子のジョン・ジュニアは「母は友人、家族、本と自分が愛したものに囲まれて世を去りました。母が自分らしいかたちでその最後を迎えることができたことは幸せだったと思っています。」と述べた。
ジャクリーンの葬儀は5月23日にニューヨークの聖イグナチオ・ロヨラ教会（Saint Ignatius Loyola Church）で行われ、息子のジョン・ジュニアがイザヤ書25章を朗読し、娘のキャロライン、エドワード・ケネディ、モーリス・テンペルズマンらが最後の言葉をジャクリーンに贈った。一度は袂をわかつたケネディ家の人々が再び彼女のそばに集まり、彼女の亡骸はアーリントン国立墓地で夫ジョン・F・ケネディの隣に葬られた。その隣にはジャクリーンの二人の子どもたち、アラベラとパトリックも眠っている。